# Shahrak-e Kūrānābād
Shahrak-e Kūrānābād (persiska: شهرک کوران آباد) är en ort i Iran.   Den ligger i provinsen Chahar Mahal och Bakhtiari, i den centrala delen av landet, 400 km söder om huvudstaden Teheran. Shahrak-e Kūrānābād ligger 1 926 meter över havet och antalet invånare är 363.
Terrängen runt Shahrak-e Kūrānābād är kuperad österut, men västerut är den bergig. Shahrak-e Kūrānābād ligger nere i en dal. Runt Shahrak-e Kūrānābād är det ganska glesbefolkat, med 26 invånare per kvadratkilometer. Närmaste större samhälle är Fārsān, 14,1 km nordost om Shahrak-e Kūrānābād. Trakten runt Shahrak-e Kūrānābād består i huvudsak av gräsmarker.